# Oroscopa noctifera
Oroscopa noctifera là một loài bướm đêm trong họ Erebidae.